# Ђакини (Савона)
Ђакини је насеље у Италији у округу Савона, региону Лигурија.
Према процени из 2011. у насељу је живело 25 становника. Насеље се налази на надморској висини од 656 м.